# هوميني
هوميني (بالسلوفاكية: Humenné)‏ مدينة في شمال شرق سلوفاكيا وتتبع إقليم بريشوف.

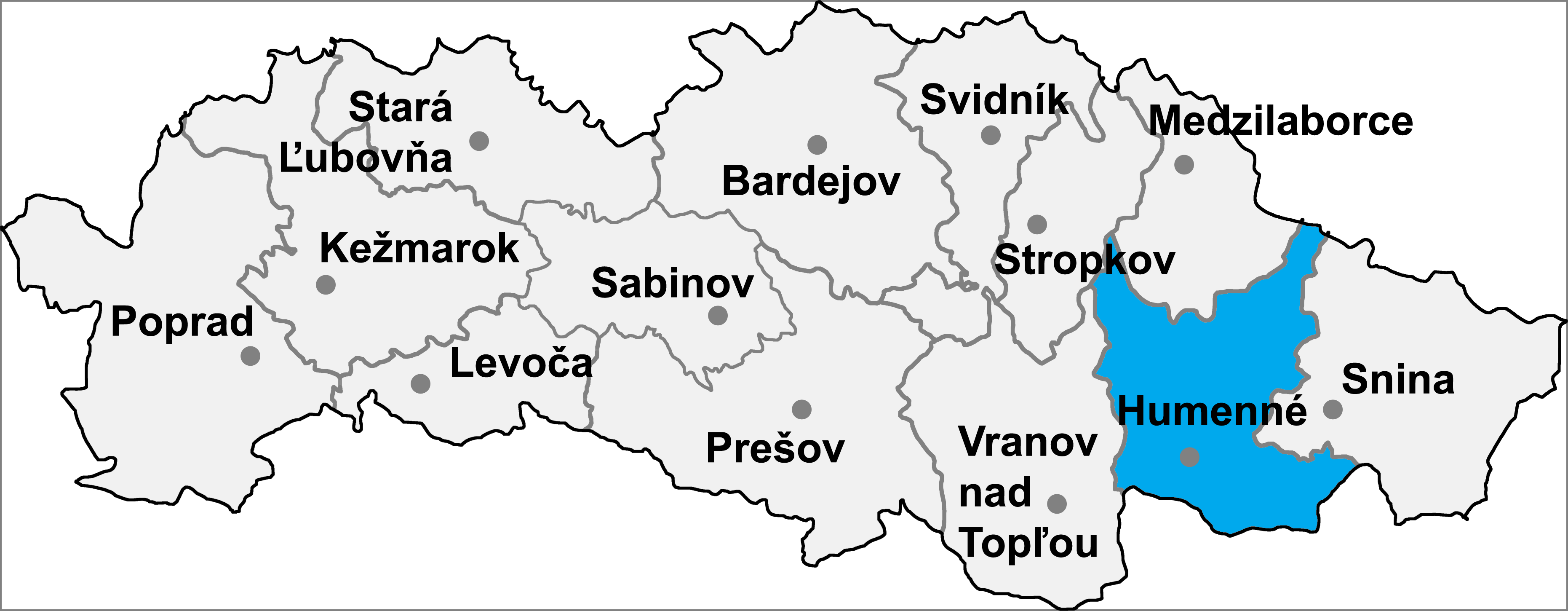
موقع هوميني في إقليم بريشوف

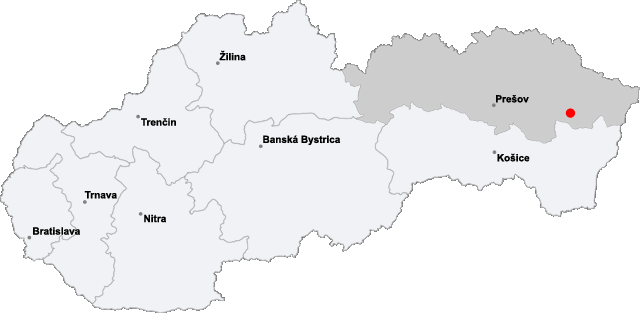
موقع هوميني في سلوفاكيا

## توأمة
لهوميني اتفاقيات توأمة مع:
- تربيتش